# Wahan Geworgian
Wahan Juriki Geworgian (orm. Վահան Յուրիկի Գեվորգյան, ros. Ваан Юрьевич Геворгян, Waan Jurijewicz Geworgian; ur. 19 grudnia 1981 w Erywaniu) – polski piłkarz pochodzenia ormiańskiego, występujący na pozycji pomocnika, jednokrotny reprezentant Polski.

## Kariera klubowa
Karierę piłkarską rozpoczynał w Petrochemii Płock. Zdobył z nią Puchar Polski (2006) i Superpuchar Polski (2006). W rundzie jesiennej sezonu 2007/08 przebywał na wypożyczeniu w Jagiellonii Białystok. W 2008 roku, po dziewięciu latach, opuścił szeregi płockiej drużyny i związał się umową z ŁKS-em Łódź. Pod koniec maja 2009 roku podpisał trzyletni kontrakt z Jagiellonią, z którą zdobył puchar kraju (2010). W styczniu 2010 roku został wypożyczony do swojego byłego klubu – ŁKS-u, w którym rozegrał 12 meczów. W czerwcu 2010 roku za porozumieniem stron rozwiązał swój kontrakt z Jagiellonią. W lutym 2011 roku Geworgian związał się półroczną umową z KSZO Ostrowiec Świętokrzyski. W latach 2011–2015 był zawodnikiem Zawiszy Bydgoszcz, z którym zdobył mistrzostwo I ligi, Puchar Polski oraz Superpuchar.

## Kariera reprezentacyjna
Geworgian zaliczył występy w młodzieżowej reprezentacji Polski oraz jedno spotkanie w kadrze seniorskiej w meczu ze Stanami Zjednoczonymi w 2004 roku. Jest jednym z trzech zawodników, którzy zagrali tylko jedną minutę meczu w polskich barwach.

## Życie prywatne
Urodził się w 1981 roku w Erywaniu (Armeńska SRR) jako syn Jurika i Anahit Geworgianów. Ma starszego brata Alberta (ur. 1972). Jego ojciec zginął na początku lat 90. w wypadku. Z powodu wojny o Górski Karabach w 1994 roku rodzina Geworgiana wyemigrowała do Polski do Płocka. W 1997 roku został on skazany za rozbój, przez co jego matka i brat otrzymali nakaz opuszczenia Polski, a on sam trafił do zakładu poprawczego. Po jego opuszczeniu pozostał w kraju pod opieką rodziny zastępczej. 20 maja 2003 Geworgian uzyskał polskie obywatelstwo; przedtem miał status bezpaństwowca.

## Sukcesy
Wisła Płock
- Puchar Polski: 2005/06
- Superpuchar Polski: 2006

Jagiellonia Białystok
- Puchar Polski: 2009/10

Zawisza Bydgoszcz
- Puchar Polski: 2013/14
- Superpuchar Polski: 2014